# Cimitero acattolico di Capri
Cimitero acattolico di Capri je nekatoličko groblje na otoku Capriju. Osnovao ga je 1878. Englez George Hayward, a sadrži 204 groba iz ukupno 21 različite nacije. Većina ljudi koji su pokopani na groblju ipak su engleske nacionalnosti, Nijemci, Rusi ili Amerikanci. Osim protestanata, na groblju su pokopani i Židovi, pravoslavci i nešto katolika.  Značajni pokopi uključuju francuskog baruna Jacquesa d'Adelsward-Fersena, Lucia Amelia, Güntera Ammona, Gracie Fields, Normana Douglasa i Jakoba Johanna von Uexkülla.
Nakon Drugog svjetskog rata groblje je dugo bilo zapušteno, dok nije 1986. godine općina Capri osigurala očuvanje i obnovu grobova na groblju.

## Vanjske poveznice
|  | Zajednički poslužitelj ima još gradiva o temi Cimitero acattolico di Capri |

- Cimitero acattolico di Capri at Find a Grave